# NGC 4297
NGC 4297 este o galaxie lenticulară situată în constelația Fecioara. A fost descoperită în 13 aprilie 1784 de către William Herschel.